# Kapudžuh
Kapudžuh ili Kapidžik (arm. Կապուտջուղ, aze. Qapıcıq, rus. Капутджух, Капыджик, ponegdje i Гапыджыг) je najviši planinski vrh Zangezurskih planina. Nalazi se na granici između Armenije i Nahičevanske Autonomne Republike, autonomne republike Azerbajdžana. Nadmorska visina vrha je 3.904 m, a relativna visina iznosi 1.815 m. Na vrhu je prisutan vječni snijeg i ledenjaci.
Kapudžuh je po visini drugi najveći vrh Armenije (najviši je Aragac). U podnožju Kapudžuha postoje ležišta granita i granodiorita.